# Coochie Brake
Coochie Brake est une zone humide peuplée de cyprès, située au sud-ouest de la Paroisse de Winn (Louisiane, États-Unis).
La région fait environ 800 acres (3,2 km2). Elle se caractérise par des escarpements d'une hauteur de 20 mètres, et par des cavernes et tunnels issus de la prospection d'or et d'argent (fin XIXe - début XIXe siècle).